# Myopia Hunt Club

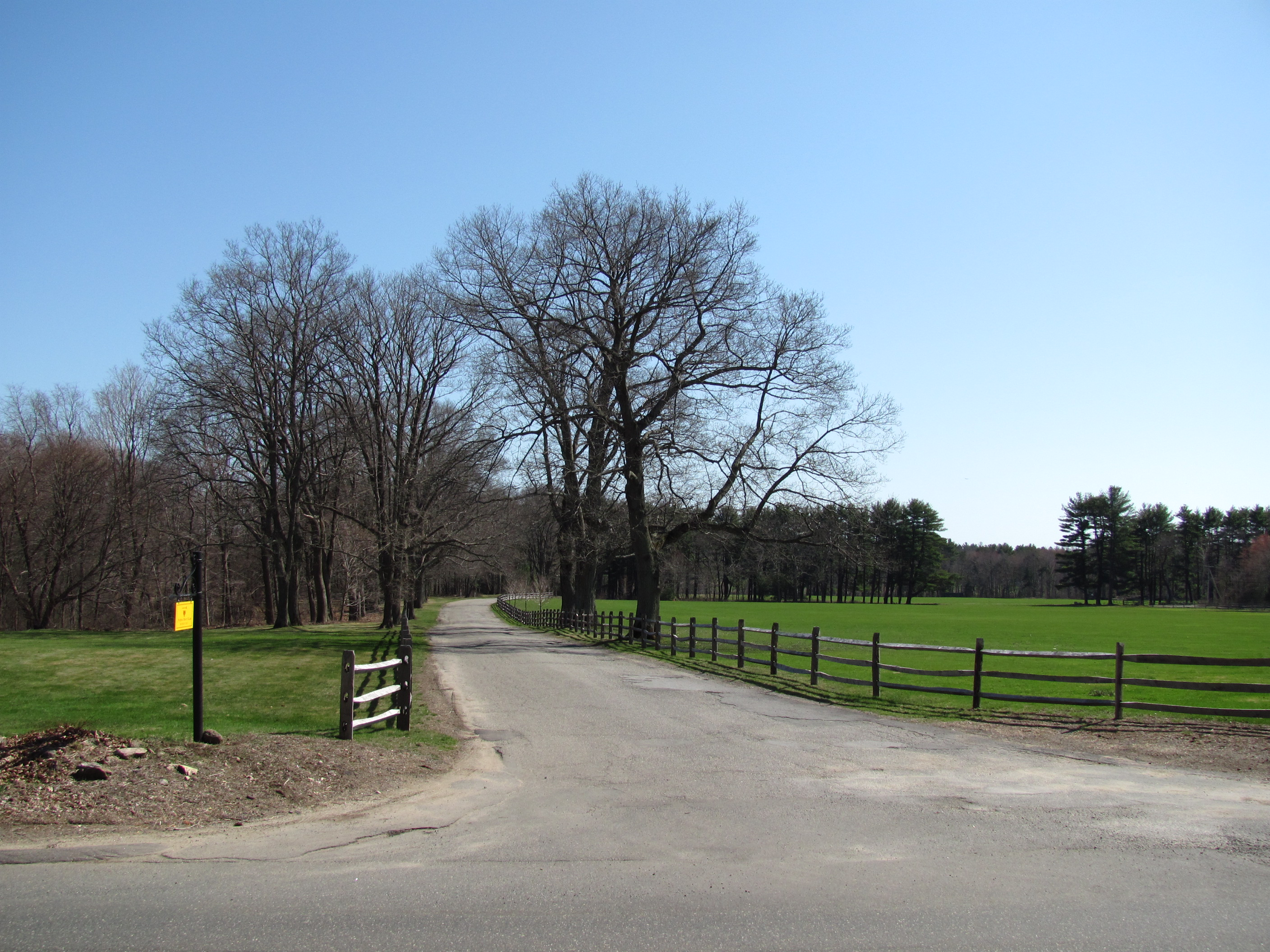
Ingang naar de Myopia Hunt Club

De Myopia Hunt Club is een Amerikaanse countryclub. Hij ligt op ongeveer 30 minuten van Boston, Massachusetts.
De club werd in 1882 opgericht door J. Murray Forbes. De club is vernoemd naar de Myopia Club in Westminster, Massachusetts, waar enkele van de eerste leden van de Hunt Club vandaan kwamen. De leden deden vroeger aan vossenjachten, tegenwoordig wordt er niet meer op een vos gejaagd maar op een nepprooi, waardoor er over slipjachten wordt gesproken.
In 1902 werd een tennisbaan aangelegd, maar die bestaat niet meer. 

## Golf
De Myopia Hunt Club is beroemd om haar 'links' golfbaan, waar in 1898, 1901, 1905 en 1908 het US Open werd gehouden. In de 19de eeuw werd het Open maar op vijf verschillende banen gespeeld. In 1901 werd een vreemd record genoteerd door de winnaar, Willie Anderson. Hij maakte met 331 de slechtste score waarmee ooit iemand het Open won.
Myopia werd door Herbert Leeds aangelegd en is de enige golfbaan die in het Amerikaanse blad 'Golf Magazine' wordt genoemd met twee van de 100 mooiste holes in de Verenigde Staten. Hole 4de en 9de hole delen deze eer.
Rond de laatste eeuwwisseling werd de baan verlengd door zeven tees te verplaatsen. Ook werden veel bomen verwijderd om het oude links-karakter aan de baan terug te geven. De baan wordt niet druk bespeeld, slechts ongeveer 12.000 rondes per jaar.

## Het clubhuis
Het clubhuis is een wit, langgerekt huis met een lange veranda. Het is een besloten club, binnen zijn oude krakende vloeren en oude houten betimmeringen. Bij de bar is geen bediening, leden vullen zelf hun bonnetje in. Sommige leden bewaren hun flessen in een eigen locker.